# Tecolapa
Tecolapa är en ort i Mexiko.   Den ligger i kommunen Cuetzalan del Progreso och delstaten Puebla, i den sydöstra delen av landet, 180 km öster om huvudstaden Mexico City. Tecolapa ligger 697 meter över havet och antalet invånare är 340.
Terrängen runt Tecolapa är bergig, och sluttar norrut. Runt Tecolapa är det ganska tätbefolkat, med 179 invånare per kvadratkilometer. Närmaste större samhälle är Olintla, 16,1 km väster om Tecolapa. I omgivningarna runt Tecolapa växer i huvudsak städsegrön lövskog.